# 大埃伯斯多夫
大埃伯斯多夫是奥地利下奥地利州米斯特尔巴赫县的一个市镇。总面积18.02平方公里，总人口2220人，人口密度123.2人/平方公里（2005年）。